# Anthocercis anisantha
Anthocercis anisantha là loài thực vật có hoa trong họ Cà. Loài này được Endl. mô tả khoa học đầu tiên năm 1838.